# Acanthoscelides
Acanthoscelides är ett släkte av skalbaggar som beskrevs av Friedrich Julius Schilsky 1905. Acanthoscelides ingår i familjen bladbaggar.

## Bildgalleri

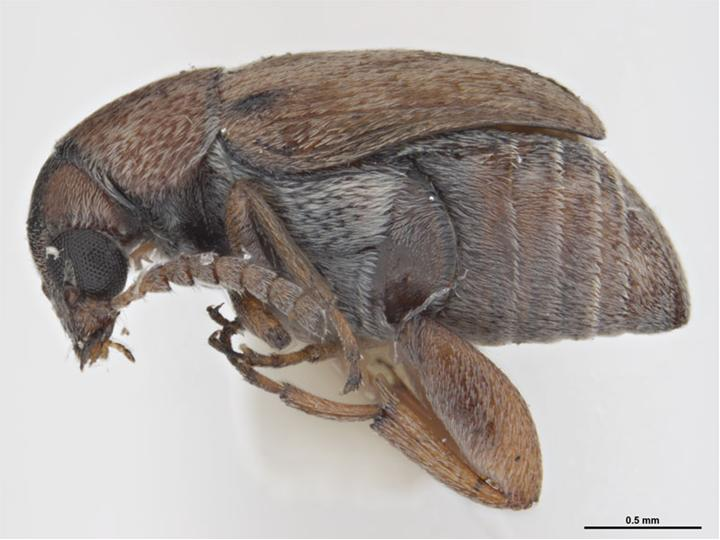
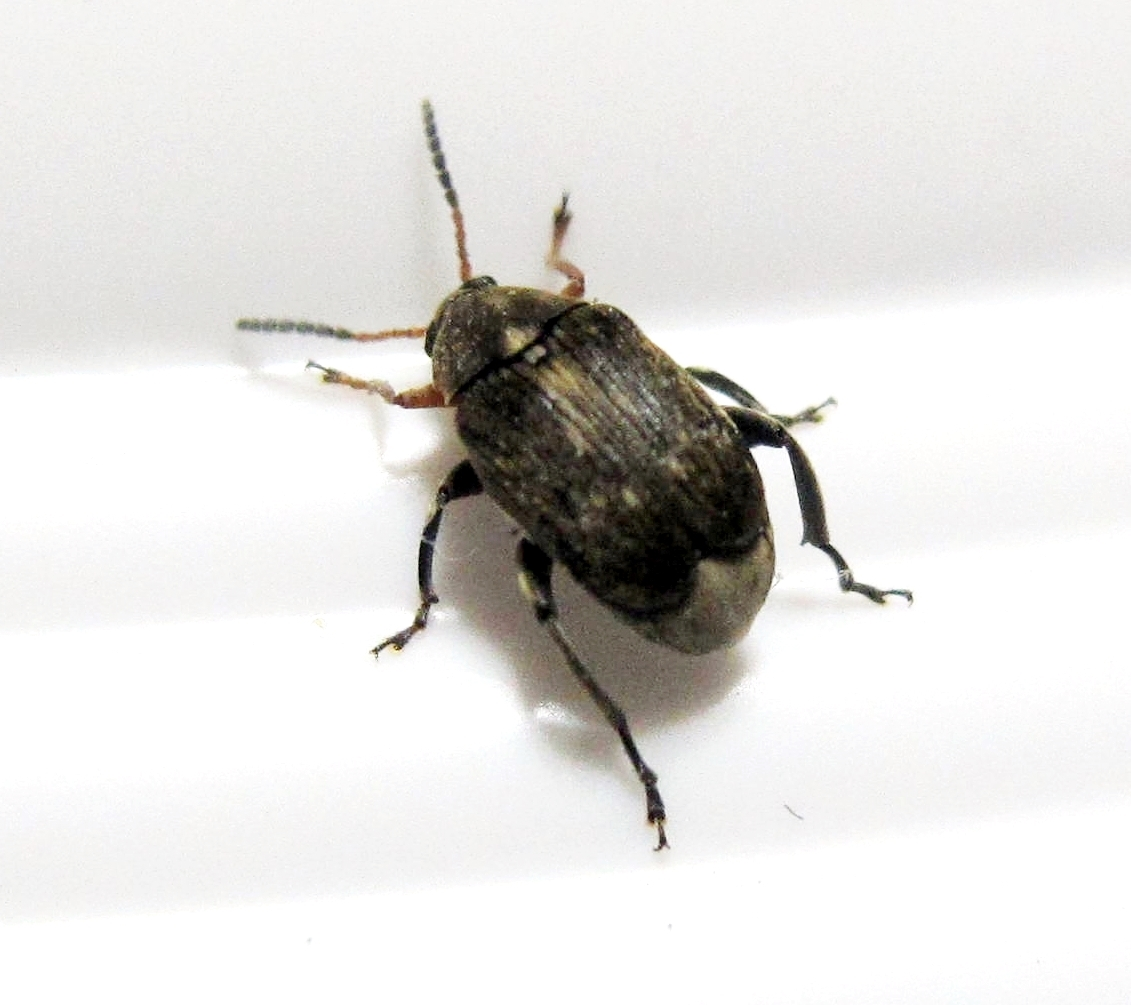

## Dottertaxa tillAcanthoscelides, i alfabetisk ordning[1][2]
- Acanthoscelides aequalis
- Acanthoscelides alboscutellatus
- Acanthoscelides atomus
- Acanthoscelides aureolus
- Acanthoscelides baboquivari
- Acanthoscelides bisignatus
- Acanthoscelides biustulus
- Acanthoscelides calvus
- Acanthoscelides chiricahuae
- Acanthoscelides compressicornis
- Acanthoscelides comstocki
- Acanthoscelides daleae
- Acanthoscelides desmanthi
- Acanthoscelides distinguendus
- Acanthoscelides flavescens
- Acanthoscelides floridae
- Acanthoscelides fraterculus
- Acanthoscelides fumatus
- Acanthoscelides griseolus
- Acanthoscelides helianthemum
- Acanthoscelides herissantitus
- Acanthoscelides inquisitus
- Acanthoscelides kingsolveri
- Acanthoscelides lobatus
- Acanthoscelides longistilus
- Acanthoscelides macrophthalmus
- Acanthoscelides margaretae
- Acanthoscelides mixtus
- Acanthoscelides modestus
- Acanthoscelides mundulus
- Acanthoscelides napensis
- Acanthoscelides obrienorum
- Acanthoscelides obsoletus
- Acanthoscelides obtectus
- Acanthoscelides oregonensis
- Acanthoscelides pallidipennis
- Acanthoscelides pauperculus
- Acanthoscelides pectoralis
- Acanthoscelides pedicularius
- Acanthoscelides perforatus
- Acanthoscelides prosopoides
- Acanthoscelides pullus
- Acanthoscelides pusillimus
- Acanthoscelides quadridentatus
- Acanthoscelides rufovittatus
- Acanthoscelides schaefferi
- Acanthoscelides schrankiae
- Acanthoscelides seminulum
- Acanthoscelides speciosus
- Acanthoscelides stylifer
- Acanthoscelides subaequalis
- Acanthoscelides submuticus
- Acanthoscelides tenuis
- Acanthoscelides tridenticulatus